# Bezirk Friesach
Der Bezirk Friesach war ein von 1854 bis 1868 bestehender Gemischter Bezirk im Herzogtum Kärnten. Das Gemischte Bezirksamt hatte seinen Sitz in Friesach.

## Zuständigkeit
Das Bezirksamt Friesach war für Verwaltungsaufgaben und für Gerichtsaufgaben der untersten gerichtlichen Instanz zuständig und war somit ein sogenanntes Gemischtes Bezirksamt. Es fungierte auch als Untersuchungsgericht. Für Grundlastenablösungs- und Regulierungsgeschäfte war das Friesacher Bezirksamt auch in den Bezirken Althofen und Gurk zuständig.
Hingegen war das Bezirksbauamt St. Veit auch für den Bezirk Friesach zuständig.

## Geschichte
Im Zuge der Reformen in Österreich nach der Revolution 1848/1849 wurden als neue Behörden die Bezirkshauptmannschaften für die politische Verwaltung sowie die Bezirksgerichte als unterste gerichtliche Instanz geschaffen. Diese Trennung von Verwaltung und Gerichtsbarkeit blieb aber nicht lange aufrecht: 1854 wurden die Bezirkshauptmannschaften und die Bezirksgerichte wieder aufgelöst und stattdessen Bezirksämter geschaffen, die in den meisten Fällen sowohl für politische als auch für gerichtliche Aufgaben zuständig waren und daher Gemischte Bezirksämter genannt wurden. 1868 stellte man die Trennung zwischen Verwaltung und Gerichtsbarkeit wieder her.
Das Gemischte Bezirksamt Friesach nahm seine Tätigkeit am 31. Oktober 1854 auf. Per 31. August 1868 wurde es aufgelöst.
Die politische Verwaltung wurde danach wieder durch die Bezirkshauptmannschaft Sankt Veit ausgeübt, und für die Gerichtsbarkeit wurde das Bezirksgericht Friesach zuständig.

## Größe

### Gemeinden
Der Bezirk Friesach umfasste folgende damalige Gemeinden:
- Friesach
- Grades
- Metnitz
- St. Salvator

### Fläche
Der Bezirk hatte eine Fläche von etwa 372 km².

### Einwohner
Der Bezirk hatte 9814 Einwohner.

## Beamte
- Vorsteher: Peter Kanitsch
- Adjunct: Theodor Spängler[1]